# Solitude Standing
Solitude Standing je druhé album americké písničkářky Suzanne Vega. V několika zemích bylo oceněno platinovou deskou, je to zatím nejúspěšnější deska, kterou kdy Suzanne Vega vydala. Vyšla v roce 1987, ale některé písně jsou ještě starší (viz údaje v závorkách u seznamu skladeb).

## Seznam skladeb
Pokud není uvedeno jinak, je autorkou Suzanne Vega.
1. Tom's Diner – 2:09 (napsána v roce 1982)
2. Luka – 3:52 (napsána v roce 1984)
3. Ironbound/Fancy Poultry (Vega, Anton Sanko) – 6:19
4. In the Eye (Vega, Marc Shulman) – 4:16
5. Night Vision (Vega, Sanko) – 2:47
6. Solitude Standing (Vega, Michael Visceglia)– 4:49
7. Calypso – 4:14 (napsána 1978)
8. Language (Vega, Visceglia) – 3:57
9. Gypsy – 4:04 (napsána 1978) Produkce: Steve Addabbo, Lenny Kaye a Mitch Easter
10. Wooden Horse (Casper Hauser’s Song) (Vega, Visceglia, Sanko, Shulman, Stephen Ferrera) – 5:13
11. Tom's Diner (Reprise) – 2:40

## Obsazení
- Suzanne Vega – zpěv, akustická kytara
- Michael Visceglia – baskytara, syntetizátor v písni 11
- Anton Sanko – syntetizátor, kytara v písni 5
- Marc Shulman – elektrická kytara
- Stephen Ferrera – bicí, perkuse

### Hosté
- Johnny Gordon – kytarové sólo v písni 2
- Sue Evans – perkuse v písni 7, bicí v písni 9
- Mitch Easter – kytara v písni 9
- Steve Addabbo – kytara v písni 9
- Frank Christian – elektrická kytara v písni 9
- Shawn Colvin – vokály v písni 2

## Ocenění
Album
| Rok  | Cena              | Umístění |
| ---- | ----------------- | -------- |
| 1987 | The Billboard 200 | 11       |

Singly
| Rok  | Píseň             | Cena                             | Pozice |
| ---- | ----------------- | -------------------------------- | ------ |
| 1987 | Luka              | Billboard Adult Contemporary     | 3      |
| 1987 | Luka              | Billboard Hot Latin Tracks       | 48     |
| 1987 | Drive             | Billboard Mainstream Rock Tracks | 15     |
| 1987 | Luka              | Billboard Hot 100                | 3      |
| 1987 | Solitude Standing | Billboard Hot 100                | 94     |